# Lichtsterke blauwe variabele

Lichtsterke blauwe variabelen (LBV) in het Hertzsprung-Russelldiagram met de evolutie van sterren van verschillende massa

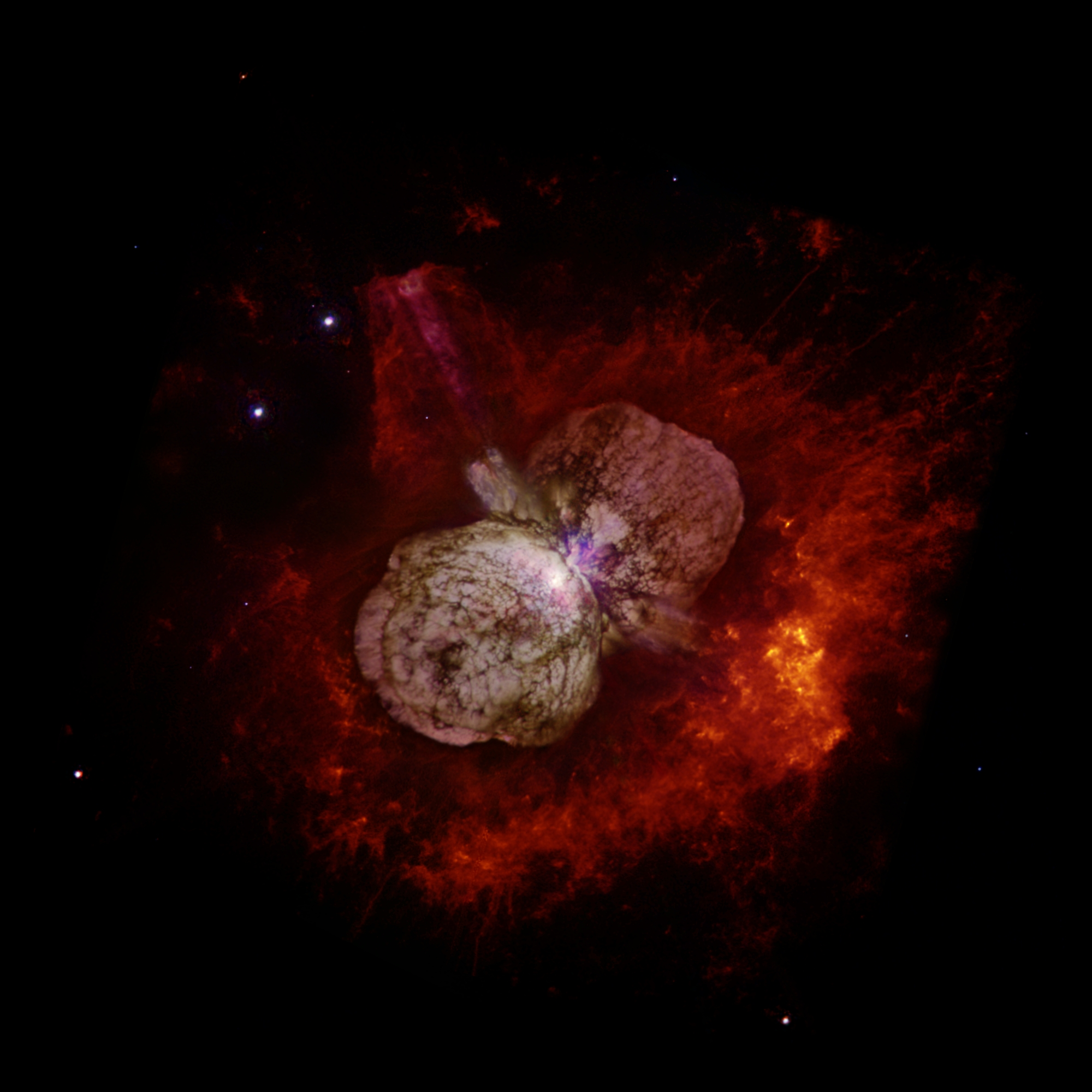
η Carinae is de bekendste LBV

Lichtsterke Blauwe Variabelen (Engels Luminous Blue Variables, ook S Doradussterren, afgekort LBVs) zijn een type van zeer zware, grote sterren (hyperreuzen).
Als een ster zijn waterstof in de kern heeft gefuseerd tot helium, zal de kern ineenkrimpen en daarbij heter worden, totdat het heet genoeg is om helium in koolstof om te zetten. Tegelijkertijd zetten de buitenlagen van de ster juist uit, en worden koeler. Sterren zoals de zon worden daarbij rode reuzen, nog zwaardere sterren superreuzen. Bij de allerzwaarste sterren (zwaarder dan ca. 40 zonsmassa's) treedt hierbij echter een probleem op: de enorme lichtsterkte van deze sterren zorgt voor een druk naar buiten. Als dergelijke sterren opzwellen, wordt de gravitationele aantrekking op de buitenste lagen bovendien minder, en op zeker moment zijn deze twee krachten met elkaar in evenwicht, waardoor de buitenste lagen feitelijk geheel niet meer worden vastgehouden, dit is de Eddingtonlimiet.

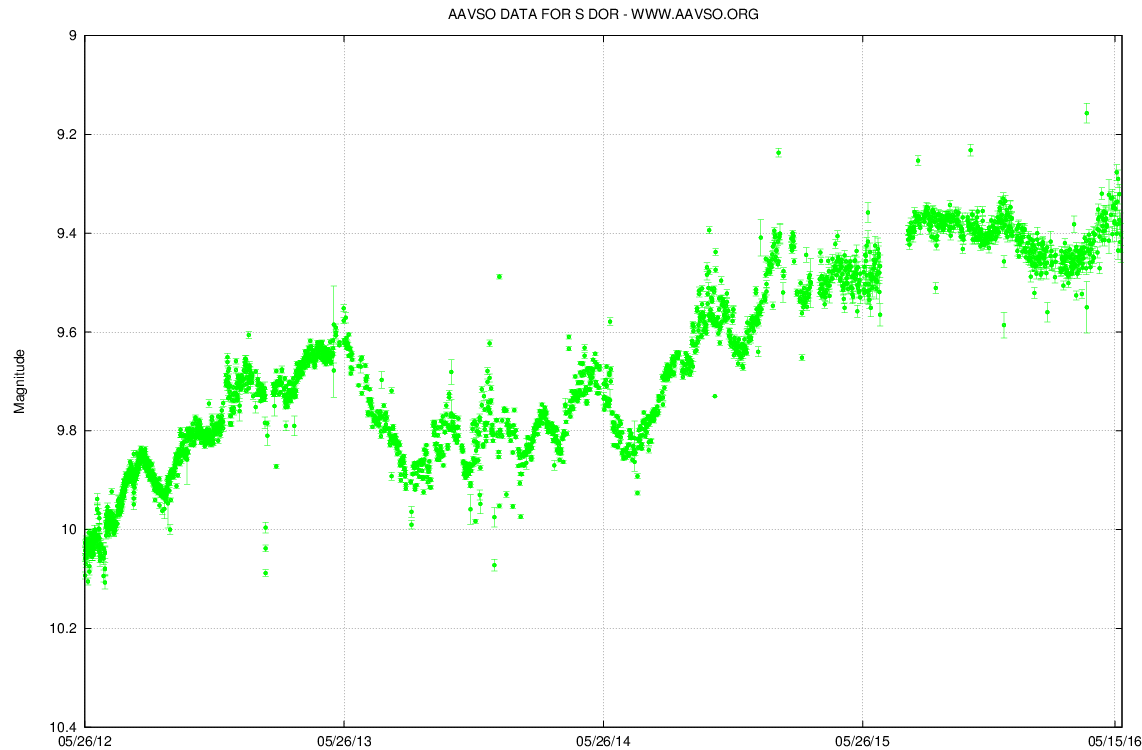
Lichtkromme van S D'Or tussen 2012 en 2016

Deze sterren vertonen kleinere helderheidsvariaties op een tijdschaal van enkele dagen, en grotere op een tijdschaal van jaren. Maar daarnaast zijn er nog perioden van ettelijke jaren waarin deze sterren extra opvlammen en grote hoeveelheden massa uitstoten. De bekendste dergelijke uitbarsting is die van η Carinae tussen 1837 en 1860. In deze periode was η Carinae ondanks een afstand van meer dan 8000 lichtjaar na Sirius de helderste ster aan de hemel.
Ook tussen de uitbarstingen door komen er sterke helderheidsvariaties voor op de lange termijn. Men vermoedt echter dat de totale lichtkracht van de ster niet veel varieert in deze periodes. De ster zit echter ingepakt in een 'wolk' van uitgestoten gassen. Deze gassen absorberen het sterrenlicht. Ze zenden het ook weer uit, maar vaak op een andere golflengte. Hierdoor kan het voorkomen dat er een kleiner of juist een groter deel van de straling in het zichtbaar licht valt, waardoor de ster zwakker of juist helderder lijkt dan hij in werkelijkheid is. De bekendste LBV is η Carinae. Andere bekende voorbeelden zijn P Cygni, S Doradus (in de Kleine Magelhaense Wolk) en AG Carinae.
LBVs behoren tot de meest lichtsterke sterren die bestaan. Een LBV zendt meer dan 100.000 keer zoveel licht uit per tijdseenheid als de zon. Ze bestaan niet lang, naar schatting maar zo'n 10.000 jaar, en gecombineerd met de a priori zeldzaamheid van superzware sterren maakt ze dat een grote zeldzaamheid. Men vermoedt dat de volgende fase in het bestaan van een zware ster die van de Wolf-Rayetster is.